# Quercus browni
Quercus browni — викопний вид дуба. Датується міоценом. Знайдений у Каліфорнії.